# Rainer Delventhal
Rainer Delventhal (* 13. Juli 1945) ist ein deutscher Schauspieler, Theaterregisseur und Hörspielsprecher.

## Leben
Rainer Delventhal wuchs in Hamburg auf, studierte in Wien und begann im Anschluss daran eine schauspielerische Ausbildung am dortigen Max Reinhardt Seminar, wo er von Judith Holzmeister unterrichtet wurde. Anschließend kehrte Delventhal 1969 nach Hamburg zurück und spielte bis 1973 am Thalia Theater. Bei seinem nächsten Engagement am Deutschen Theater Göttingen begegnete er erstmals Peter Eschberg, mit dem er ab 1975 intensiv am Schauspiel Köln zusammenarbeitete und dem er 1981 ans Theater Bonn folgte. In den folgenden zehn Jahren war Delventhal dort auch als Regisseur tätig und spielte unter anderem 1983 die Titelrolle in beiden Teilen von Goethes Faust.
Seit 1991 ist Delventhal als freier Schauspieler tätig und hatte Verpflichtungen an der Kleinen Komödie München, am Kölner Theater am Dom, in Düsseldorf am Theater an der Kö und der Komödie sowie erneut in Bonn am Contra-Kreis-Theater sowie bei Tourneebühnen.
Ab Beginn der 1970er-Jahre war Delventhal in einigen Film- und Fernsehproduktionen zu sehen, daneben arbeitet er bis heute auch umfangreich für den Hörfunk als Sprecher in Produktionen des Westdeutschen Rundfunks.

## Filmografie
- 1971: König Johann
- 1971: F.M.D. – Psychogramm eines Spielers
- 1972: Hamburg Transit – Besuch aus Denver
- 1972: Der Eisberg der Vorsehung
- 1978: Der Schimmelreiter
- 1979: Schwestern oder Die Balance des Glücks
- 1986: Vorsicht Falle! (Folge #1.98)
- 1991: Verurteilt: Anna Leschek
- 1993: Das letzte Siegel
- 1994–2005: Die Wache (3 Folgen)
- 1995: …und im Keller gärt es – Hexenschuss
- 1997: Stadtklinik – Die Erwartung
- 1997: 14 Tage lebenslänglich
- 1998: Die Anrheiner – Eine schöne Bescherung
- 2008: Geliebte Clara

## Hörspiele (Auswahl)
- 1979: Diarium Makabrium – Autor: Bernd Hackländer – Regie: Friedhelm Ortmann – WDR
- 1981: Der dunkle Punkt – Autor: Alain Franck – Regie: Heinz Wilhelm Schwarz WDR/SDR
- 1982: Wohnkampf – Autor: Hans Magnus Enzensberger – Regie: Heinz Dieter Köhler – WDR/RB
- 1988: Schatten über dem Potala – Autor: Dinesh Satyal – Regie: Hans Jörg Pittrich – WDR
- 1990: Deutschlandbesuch – Autor: Christoph Buggert – Regie: Norbert Schaeffer WDR/SWF
- 1994: Lottoglück – Autor: Niklaus Schmid – Regie: Joachim Schmidt von Schwind – Deutsche Welle
- 1995: Der Glückstag – Autor: Markus Riedinger – Regie: Joachim Schmidt von Schwind – Deutsche Welle
- 1998: Der Schatz der Nibelungen – Autor: Karlheinz Koinegg – Regie: Klaus-Dieter Pittrich – WDR
- 1999: Die Abenteuer des starken Wanja – Autor: Otfried Preußler – Regie: Klaus-Dieter Pittrich – WDR
- 2000: Die letzte Reise der Titanic – Autor: Karlheinz Koinegg – Regie: Klaus-Dieter Pittrich – WDR/NDR/HR/MDR
- 2002: Hinter dem Bahnhof liegt das Meer – Autorin: Jutta Richter – Regie: Angeli Backhausen – WDR/NDR
- 2004: Vogelhochzeit – Autor: Sebastian Goy – Regie: Klaus Wirbitzky – WDR
- 2006: Die Ankunft des Joachim Stiller – Autor: Hubert Lampo – Regie: Angeli Backhausen – WDR
- 2007: Todesroman On/Off – Autor: Stefan Weigl – Regie: Thomas Wolfertz
- 2009: Terrorspiele – Autoren und Regie: Fabian von Freier und Andreas von Westphalen – WDR
- 2011: Willy und das Meermädchen – Autor: Max Urlacher – Regie: Angeli Backhausen – WDR
- 2013: Japan Inc. – Autor: Karl Pilny – Regie: Thomas Werner – WDR
- 2018: Brüder  (Teile 6 und 19) – Autorin: Hilary Mantel – Regie: Walter Adler – WDR
- 2020: Solo für Kruske – Autor: Thomas Anzenhofer – Regie: Thomas Werner – WDR
- 2024: Tove Jansson: Die Mumins (Hörspiel – WDR)[2]